# Rajske ptice
Rajske ptice (ili Rajčice, lat. Paradisaeidae) su porodica ptica koja se svrstava u red vrapčarki (Passeriformes), podred ptica pjevica (Paseres).

## Rasprostranjenost
One žive u tropskim kišnim šumama Australije, na nekim otocima Moluka i, prije svega, na Novoj Gvineji. Zahvaljujući tome, Novu Gvineju se često naziva još i "Otok rajskih ptica". I na grbu Papue Nove Gvineje je rajska ptica. 

## Izgled
Kad se vidi prekrasno perje ovih ptica, a uz to još i njihovo ponašanje u vrijeme parenja, lako je razumjeti zašto su ove ptice dobile svoje ime rajskih ptica. Pri tome, posebno mužjaci padaju u oči svojim ekstremno šarenim perjem i njegovim širenjem u vrijeme udvaranja. Vjerojatno nema boje koja se ne pojavljuje kod bar neke vrste ovih ptica (samo na Novoj Gvineji žive 43 poznate vrste, uz određenu vjerojatnost da, zbog teškog pristupa dolinama u brdima i planinama ovog otoka, još postoji poneka vrsta koja je znanosti nepoznata). Pri tome, ženke su zbog spolnog dimorfizma često manje upadljive od mužjaka, ali ne uvijek. Ima i vrsta kod kojih nema spolnog dimorfizma. 

## Razmnožavanje
Koliko su ove ptice od vrste do vrste različite izgledom, isto tako im je vrlo različito i ponašanje u vrijeme parenja. Neke vrste organiziraju prava natjecanja mužjaka za naklonost ženkâ. Više mužjaka se okupi na određenom mjestu na koje izlaze teritorije više ženki, i dozivaju ih glasnim pozivima, a kad neka ženka dođe, šire perje i zabacuju ga iznad glave. Ženka odabire jednog od mužjaka, pari se s njim, i zatim napušta "arenu" i sama se dalje brine o podmlatku. Na taj način dominantni mužjak se može pariti s nizom ženki, dok drugi mužjaci ne dobivaju šansu za parenje.
Neke druge vrste odabiru za udvaranje vodoravnu granu drveta. Na njoj plešu perjem podignutim u vis kao okovratnik oko glave. No, oni to čine pojedinačno, i to na području na kojem živi ženka. Ako ženka odluči pariti se s njim, on nakon toga traži područje na kojem živi druga ženka, i sve se ponavlja.
Ovi oblici parenja su razni vidovi poligamije, kad se uspješan mužijak pari istovremeno, odnosno, u istoj sezoni parenja, s više ženki. 
Međutim, niti to nije pravilo za sve vrste. Postoje i takve, koje njeguju monogamne odnose. To znači, da mužjak ostaje uz ženku i nakon parenja, te pomaže u podizanju mladunaca.

## Ishrana
Postavlja se neizostavno pitanje zašto se pojedine vrste tako različito ponašaju. Smatra se, da je odgovor vjerojatno u različitosti prehrambenih potreba među vrstama. Neke vrste se hrane samo s određenom vrstom voća kojeg nema previše, pa je potrebno dvoje roditelja da nađu i donesu hranu. Druge vrste su se specijalizirale za hranjivije plodove (Muškatni oraščić), a uz to se hrane i kukcima koje nije teško pronaći, pa majka može podići pomladak sama.

## Rodovi i neke vrste
Potporodica Cnemophilinae
- Loboparadisea
  - L. sericea
- Cnemophilus
  - C. macgregorii
  - C. loriae

Potporodica Paradisaeinae
- Macgregoria
  - M. pulchra
- Lycocorax
  - L. pyrrhopterus
- Manucodia - 5 vrsta, na primjer: 
  - M. keraudrenii
- Ptiloris - 4 vrste
- Semioptera
  - S. wallacii
- Seleucidis
  - S. melanoleuca
- Paradigalla
  - P. carunculata
  - P. brevicauda
- Epimachus - 4 vrste, na primjer:
  - E.speciosus - Rajska ptica srpokrilka
- Astrapia - 5 vrsta, na primjer:
  - A. nigra - Rajska ptica svrakuša
- Lophorina
  - L. superba - Rajska ptica ogrličarka
- Parotia - 5 vrsta, na primjer: 
  - P. berlepschi
  - P. sefilata - Zrakasta rajska ptica
- Pteridophora
  - P. alberti
- Cicinnurus
  - C. magnificus
  - C. respublica - Wilsonova rajska ptica
  - C. regius - Kraljevska rajska ptica
- Paradisaea - 7 vrsta, na primjer: 
  - P. apoda Smeđa rajska ptica
  - P. minor
  - P. raggiana - Raggijeva rajska ptica
- Melampitta
  - M. lugubris
  - M. gigantea